# Lämpermahdspitze
Die Lämpermahdspitze ist ein 2.595 Meter hoher Berg in den Stubaier Alpen. Aufgrund ihrer wenig eigenständigen Lage auf dem Serleskamm zwischen den beiden höheren Bergen Serles und Kesselspitze wird sie meist im Rahmen mehrtägiger Hüttentouren überschritten, die vor allem ihre Nachbarberge zum Ziel haben. 

## Routen zum Gipfel
Stützpunkte für die Besteigung sind der Berggasthof Wildeben im Norden und die Blaserhütte und das Padasterjochhaus im Süden. Im Rahmen einer Tagestour kann die Lämpermahdspitze auch von Kampl im Stubaital oder von Maria Waldrast (jeweils nordseitig) oder von Trins im Gschnitztal (südseitig) bestiegen werden. Während der Anstieg von Süden nur ein gewisses Maß an Trittsicherheit und Schwindelfreiheit erfordert, ist der Anstieg vom nördlich gelegenen Serlesjöchl stärker ausgesetzt und erfordert absolute Trittsicherheit in absturzgefährdetem Gelände (anhaltend UIAA I bzw. T5). Bis auf die Schlüsselstelle, eine kaminartige Verengung am Nordanstieg (I+), sind keine Passagen an den Aufstiegswegen eisenversichert. Vom Mauernjoch im Südwesten führen Steigspuren über den Südwestgrat zum Gipfel. Vom südlich gelegenen Kalbenjoch ist die Lämpermahdspitze über Geröll weglos zu erreichen.